# Centre interuniversitaire de calcul de Toulouse
Le Centre interuniversitaire de calcul de Toulouse (CICT) est un ancien service commun des Universités de Toulouse situé sur le campus de l'Université Paul-Sabatier. Sa mission était de donner aux universitaires toulousains accès à des moyens de calcul, tant matériels (ordinateurs, réseaux, logiciels) qu'humains (conseil, assistance, expertise).
La création du CICT est consécutive à la fin de l'Université de Toulouse en 1969 et à la création des nouvelles universités, à la suite de la loi Faure.
Le Pôle de services numériques (PSN) a repris en charge depuis 2010 l'intégralité des services qui étaient assurés depuis des années par le CICT.